# Gunnar de Frumerie

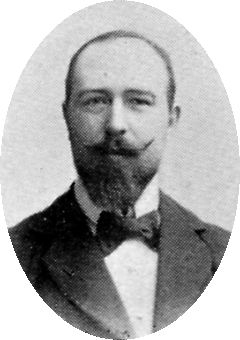
El arquitecto Gustaf de Frumerie, padre del compositor

Per Gunnar Fredrik de Frumerie (*20 de julio de 1908, Nacka, Estocolmo – †9 de septiembre de 1987, Täby, Suecia) fue un compositor y pianista sueco del romanticismo tardío.

## Biografía
Uno de los cuatro hijos del arquitecto Gustaf de Frumerie (1872-1947)(*) y Ebba Maria Helleday (1874-1935), estudió piano en Estocolmo y en Viena perfeccionándose en París con Alfred Cortot.
Pasó por el Royal College of Music sueco entre 1923-1928 gracias a una Beca Jenny Lind.
Sus obras se caracterizan por presentar grandes dificultades técnicas habiendo sido muy versátil, compuso para piano, música de cámara, canciones y ópera (Singoalla en 1940 basada en la novela de Viktor Rydbergs).
Su catálogo completo se puede hallar en la Biblioteca Estatal de Suecia
Contemporáneo de Lars-Erik Larsson y Peterson-Berger, escribió varias canciones sobre textos de Pär Lagerkvist.
En 1978 recibió el premio de la casa real Litteris et artibus.
La mezzosoprano Anne Sofie von Otter está emparentada con el compositor por descender de la familia Frumerie. 
Se casó en 1949 con Judit Malmqvist (1910-1999). Ambos fueron profesores de piano, él en la escuela real entre 1945-74.
La actriz Karin de Frumerie es su sobrina nieta
(*) No confundir con el capitán y médico Dr. Gustav de Frumerie (1849-1936), esposo de la escultora sueca Agnès de Frumerie.

## Obras selectas
- Duo for oboe and viola (1928)
- Piano Trio No.1, Op.7
- Suite, Op.13b
- Violin Concerto, Op.19 (1936, rev. 1975-6)
- Piano Quartet No.1 in C minor, Op.23
- Symphonic Variations, Op.25 (1940-41)
- Piano Trio No.2, Op.45
- Singoalla (1940)
- Cello Sonata No.2 (1949)
- Divertimento, Op.63 (1966)
- Tio variationer över en svensk folkvisa
- Musica per nove, Nonet, Op.75
- Dante, Op.76 (1977)
- Cello Concerto, Op.81 (1984)
- Trombone Concerto, Op.81
- Sonata for trombone and piano, Op.81b
- Organ Overture, Aria and Fugue